# Макао
22°10′ пн. ш. 113°33′ сх. д. / 22.167° пн. ш. 113.550° сх. д.
Спеціальний адміністративний район Аомень, скорочено Аомень (кит. 澳門, пін. Àomén), або Макао (кит. 馬交, пін. Mǎjiāo, порт. Macau, англ. Macao) — особливий адміністративний район Китайської Народної Республіки, колишня колонія Португалії на невеличкому півострові в гирлі р. Сіцзяну (Південнокитайське море), передана КНР в грудні 1999 в результаті деколонізації Португалії. Керується КНР на основі спеціальної міжнародної угоди.
1557 року Португалія орендувала острів Аомень у Мінського Китаю з умовою збереження за нею суверенних прав на півострів. Але згодом Португалія відмовилася сплачувати оренду і з 1874 оголосила Аомень (Макао) своєю колонією. У 1887 році Португалія отримала вічні колоніальні права на Макао, що дало їй суверенітет над Макао. Однак у розпал Культурної революції в 1966 році жителі, незадоволені колоніальною адміністрацією, за підтримки КНР здійснили бунт, який увійшов до історії як Інцидент 12-3 і в якому загинули 8 осіб і понад 200 зазнали поранень. Після цього Португалія втратила повний контроль над колонією і погодилася співпрацювати з комуністичною владою в обмін на продовження управлінням Макао.

## Географія та економіка

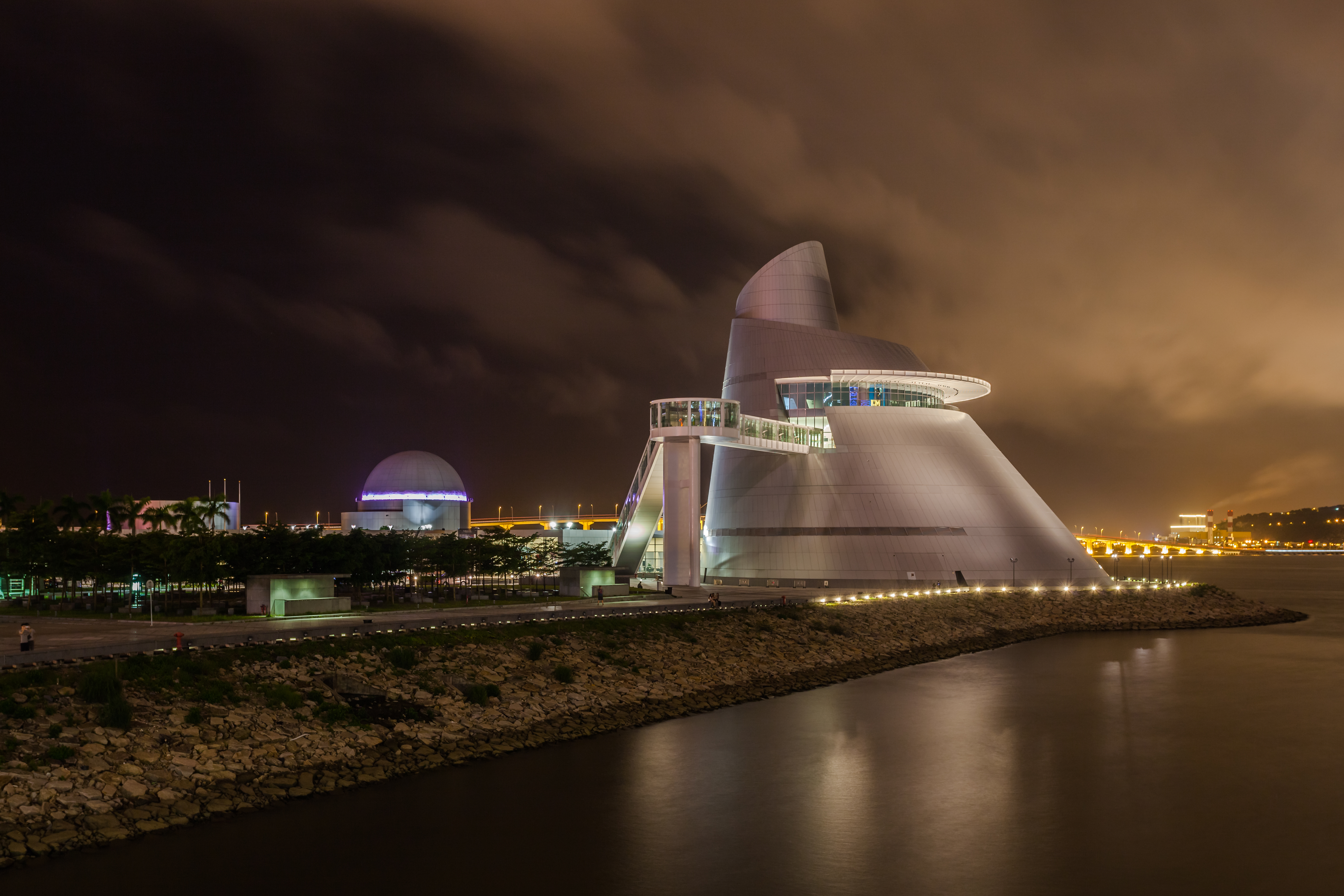
Науковий центр Макао

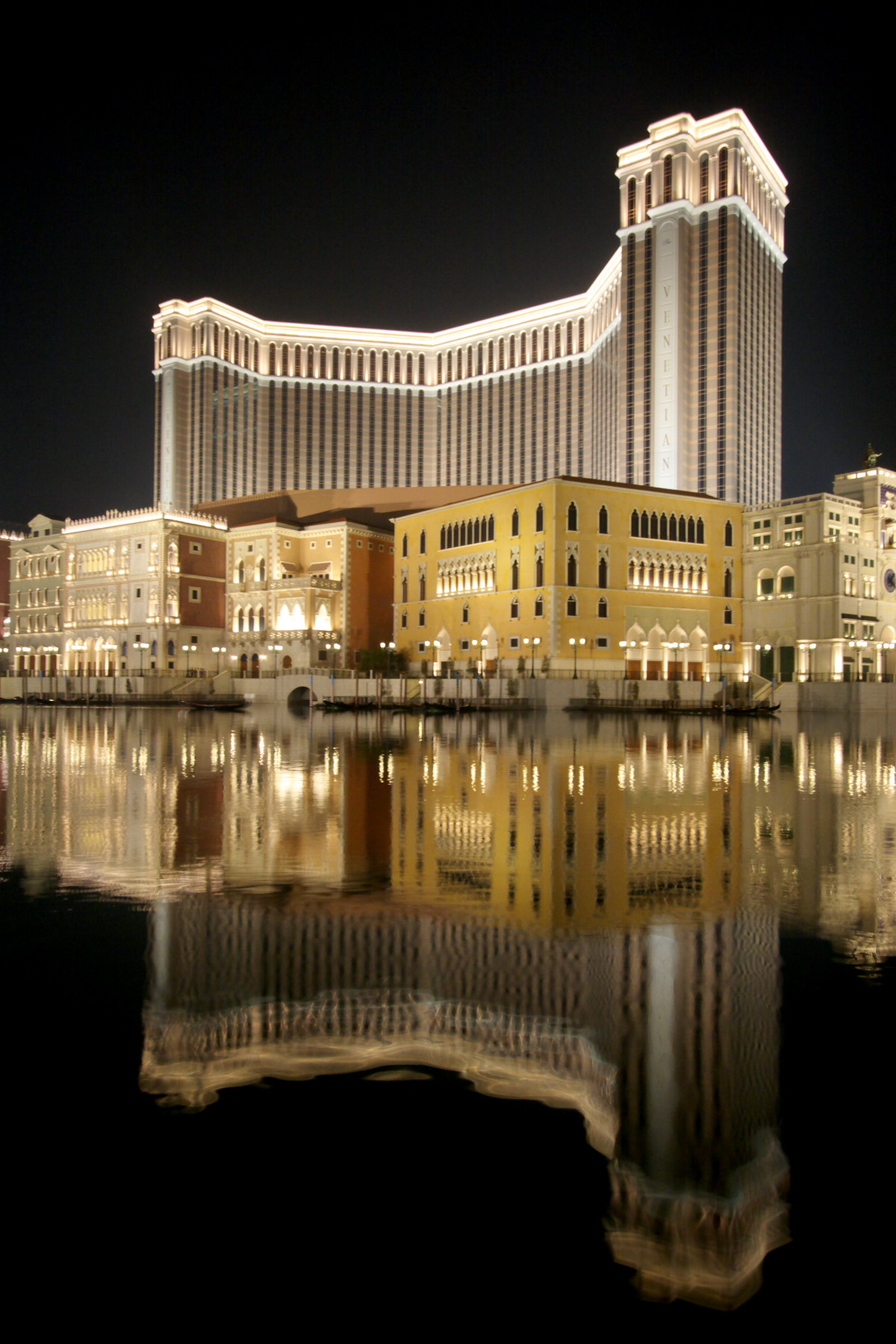
Казино Venetian Macau — величезний міський квартал під одним дахом

Окрім самого півострова Макао до складу колонії також входять невеликі острови Тайпа та Цзюао (Колоан).
Площа — 18 км².
Населення — близько 652 тис. чол. (2007), майже всі — китайці.
Адміністративний центр — місто Аомень (167 тисяч мешканців).
Найважливіші галузі господарства — рибальство та рибна промисловість. Невеликі сірникові, цементні та інші підприємства. Значення Аомень як торговельного порту зменшилось у зв'язку з конкуренцією Гонконгу.
Гральний бізнес, який дає майже 50 % надходжень до бюджету, у Макао включає в себе ігри в казино, скачки і собачі перегони.

### Гральний бізнес
Азартні ігри легалізовано 1847 року. Спершу популярність мали лише традиційні китайські ігри фан-тан і мацзян. Згодом з'явився блекджек та гра в рулетку, а після появи ліцензування наприкінці ХІХ століття на півострові вже було понад 200 закладів.
Епоха розвитку грального бізнесу розпочалася з 1962 року — синдикат «Sociedade de Turismo e Diversões de Macau» отримав від уряду монополію на всі азартні ігри. Він впровадив популярні на Заході ігри та вклав гроші у поліпшення сполучення поміж Макао та Гонконгом. Навіть після переходу до складу Китаю нова влада залишила півострову ту ж спеціалізацію і навіть більше — 2002 року скасовано синдикатну монополію, видавши ліцензії шести операторам.
Найбільше казино у світі (площею як сім футбольних полів), «Venetian Macau», обійшлося його власникові Шелдону Адельсону, який походить з роду українських євреїв, у 2,4 млрд $. Проте, за перший рік успішної роботи закладу вдалося повернути 265 млн $. До комплексу казино входить готель на 3000 номерів класу люкс, чимало модних бутіків, на окраїні є лагуна з гондолами. Казино споруджене на воді, оскільки землі в Макао забракло — довелося частково продовжити косу Котай, підсипавши її землею.
Серед найбільших казино: «Venetian Casino Resort», «City of Dreams Macau», «The Sands Macau», «Wynn Macau», «Grand Lisboa Macau».